# Erik Masoero
Erik Masoero (Torino, 2 gennaio 1976) è un ex canoista e dirigente sportivo italiano.

## Biografia
Nato nel 1976 a Torino, a 28 anni ha partecipato ai Giochi olimpici di Atene 2004, nello slalom C-2 insieme ad Andrea Benetti, qualificandosi alla semifinale con il 10º punteggio, 238.15, alla finale con il 5º, 106.40, e terminando 6º con il risultato di 220.06.
Nel 2007 ha vinto il bronzo nel C-2 ai Mondiali slalom di Foz do Iguaçu, insieme ad Andrea Benetti, chiudendo con il risultato di 215.34, dietro a Slovacchia e Francia.
L'anno successivo, a 32 anni, ha preso parte di nuovo alle Olimpiadi, quelle di Pechino 2008, sempre nello slalom C-2 insieme ad Andrea Benetti, qualificandosi alla semifinale con l'8º punteggio, 202.28, alla finale con il 6º, 103.64, e terminando 5º con il risultato di 204.12. Nello stesso anno ha conquistato il bronzo agli Europei slalom di Cracovia 2008, insieme ad Andrea Benetti, chiudendo con il risultato di 207.23, dietro a 2 coppie slovacche.
Dopo il ritiro è diventato tecnico federale.

## Palmarès

### Mondiali slalom
- 1 medaglia:
  - 1 bronzo (C-2 a Foz do Iguaçu 2007)

### Europei slalom
- 1 medaglia:
  - 1 bronzo (C-2 a Cracovia 2008)